# Justizvollzugsanstalt Tonna
Die Justizvollzugsanstalt Tonna (JVA Tonna) ist eine Justizvollzugsanstalt im Ortsteil Gräfentonna der Gemeinde Tonna in Thüringen.
Sie ist zuständig für:
- Erstvollzug an männlichen Gefangenen mit einer Freiheitsstrafe von mehr als fünf Jahren
- Regelvollzug an männlichen Gefangenen mit einer Freiheitsstrafe von mehr als zwei Jahren und sechs Monaten
- lebenslange Freiheitsstrafe
- Untersuchungshaft an männlichen Personen im Alter ab 21 Jahren aus dem Landgerichtsbezirk Mühlhausen.

Die JVA wurde im Jahr 2002 nach einer zweijährigen Bauzeit eröffnet. Sie nimmt eine Fläche von 15,5 Hektar ein und verfügt über insgesamt 589 Haftplätze, wovon 529 im geschlossenen Vollzug und 60 im offenen Vollzug sind.
In der JVA werden von den Gefangenen in verschiedenen Anstaltsbetrieben Backwaren, Gärtnereierzeugnisse sowie Schlosser- und Tischlereierzeugnisse hergestellt. Außerdem werden Dienstleistungen der Kfz-Werkstatt und Wäscherei angeboten.

## Geschichte
Die Geschichte der JVA Tonna beginnt mit ihrer Eröffnung im Jahr 2002, zuvor diente über 130 Jahre die Kettenburg als Justizvollzugsanstalt.
Die Sicherungsverwahrten aus Thüringen werden üblicherweise nicht in Tonna inhaftiert, sondern in die JVA Schwalmstadt in Hessen überstellt. Thüringen beteiligte sich entsprechend an den Baukosten für den in Schwalmstadt  neu geschaffenen Komplex für die Sicherungsverwahrten. Aufgrund von Überbelegung, werden auch in der JVA Tonna wieder Sicherungsverwahrte untergebracht. Seit 2022 befinden sich wieder Sicherungsverwahrte in einer eigens für sie geschaffenen Station.